# Бри-суз-Аршьяк
Бри-суз-Аршья́к (фр. Brie-sous-Archiac) — коммуна во Франции, находится в регионе Пуату — Шаранта. Департамент коммуны — Шаранта Приморская. Входит в состав кантона Аршьяк. Округ коммуны — Жонзак.
Код INSEE коммуны — 17066.

## Население
Население коммуны на 2010 год составляло 257 человек.
| 1962 | 1968 | 1975 | 1982 | 1990 | 1999 | 2010 |
| ---- | ---- | ---- | ---- | ---- | ---- | ---- |
| 374  | 337  | 312  | 276  | 275  | 245  | 257  |